# Yarbutenda
Yarbutenda (Schreibvariante: Yarbu Tenda oder französisch Yarboutenda) war bis Ende des 19. Jahrhunderts mit Fattatenda eine französische Handelsniederlassung (auch Faktorei genannt) der Compagnie Française d’Afrique Occidentale im westafrikanischen Staat Gambia.
Die Stelle liegt heute in der Upper River Region im Distrikt Kantora. Yarbutenda, ungefähr vier Kilometer von Koina und 42 Kilometer von Basse Santa Su entfernt, lag am Gambia-Fluss und hatte dort eine Anlegestelle. Der Tidenhub des Atlantischen Ozeans ist bis hier, ungefähr 500 Fluss-Kilometer landeinwärts, noch bemerkbar.
In der Geschichte Gambias waren die Grenzregion und die Faktorei immer umstritten, so wurde Yarbutenda mit dem Frieden von Utrecht (1713) von Königreich Großbritannien den Franzosen übergeben und später, im Jahr 1904, noch einmal.

## Kultur und Sehenswürdigkeiten
Von der alten Siedlungsstelle Yarbutenda ist ein verlassenes Handelshaus übrig geblieben.